# Eardisley Castle
Eardisley Castle är ett slott i Storbritannien.   Det ligger i grevskapet Herefordshire och riksdelen England, i den södra delen av landet, 210 km väster om huvudstaden London. Eardisley Castle ligger 86 meter över havet.
Terrängen runt Eardisley Castle är platt åt nordost, men åt sydväst är den kuperad. Runt Eardisley Castle är det ganska tätbefolkat, med 93 invånare per kvadratkilometer. Närmaste större samhälle är Kington, 7,7 km norr om Eardisley Castle. Trakten runt Eardisley Castle består i huvudsak av gräsmarker.